# Джон Маршалл Джонс
Джон Маршалл Джонс (англ. John Marshall Jones; нар. 17 серпня 1962, Детройт, США) — американський актор та режисер.

## Життєпис
Джон Маршалл Джонс народився 17 серпня 1962 року в місті Детройт, штат Мічиган.
У 2006 році Джон Маршалл Джонс відкрив власну школу «Audition Productions» в Лос-Анджелесі, де він викладає акторську майстерність.

## Фільмографія
| Рік       |   | Українська назва                   | Оригінальна назва                          | Роль                      |
| --------- | - | ---------------------------------- | ------------------------------------------ | ------------------------- |
| 2019      | с | Ранкове шоу                        | The Morning Show                           | Ной                       |
| 2015      | с | Криміналісти: мислити як злочинець | Criminal Minds                             | Джоб                      |
| 2015      | с | Безсоромні                         | Shameless                                  | Ланґс                     |
| 2015      | с | Менталіст                          | The Mentalist                              | Ден Ґловер                |
| 2012—2015 | с | Зої Гарт із південного штату       | Hart of Dixie                              | Воллі Мейнард             |
| 2012      | с | Милі ошуканки                      | Pretty Little Liars                        | містер Тамбореллі         |
| 2012      | с | Хор                                | Glee                                       | Хілі                      |
| 2009—2010 | с | Мисливці за монстрами              | The Troop                                  | містер Стокл              |
| 2007      | с | Декстер                            | Dexter                                     | Кертіс Барнс              |
| 2006      | ф | П'ятдесят таблеток                 | Fifty Pills                                | менеджер                  |
| 2006      | с | Кістки                             | Bones                                      | Джо Нолан                 |
| 2004      | с | NCIS: Полювання на вбивць          | NCIS: Naval Criminal Investigative Service | детектив Генлі            |
| 2003—2005 | с | Джоан з Аркадії                    | Joan of Arcadia                            | бог шахістів              |
| 2003      | с | Малкольм у центрі уваги            | Malcolm in the middle                      | поліціянт                 |
| 2003      | с | Частини тіла                       | Nip/Tuck                                   | Віктор                    |
| 2002—2003 | с | Джон Доу                           | John Doe                                   | Френк Гейс                |
| 2002      | с | Провіденс                          | Providence                                 | Річард Закс               |
| 2002      | ф | Як Майк                            | Like Mike                                  | гравець НБА               |
| 2000      | с | Неш Бріджес                        | Nash Bridges                               | Блісс                     |
| 1997      | ф | Повітряна тюрма                    | Con Air                                    | Ґейтор                    |
| 1994      | ф | Сержант Білко                      | Sgt. Bilko                                 | сержант Геншов            |
| 1994      | ф | Плутанина                          | Floundering                                | охоронець                 |
| 1992—1993 | с | Район Мелроуз                      | Melrose Place                              | Терренс Гаґґард           |
| 1989      | с | Розанна                            | Roseanne                                   | Джордж                    |
| 1988      | ф | Котушка                            | Tapeheads                                  | епізодична роль           |
| 1987      | ф | Доброго ранку, В'єтнам             | Good Morning, Vietnam                      | офіцер військової поліції |
| 1986      | с | Історія злочину                    | Crime Story                                | в'язень Л. Вей Рахмон     |